# Nelsia quadrangula
Nelsia quadrangula là loài thực vật có hoa thuộc họ Dền. Loài này được (Engl.) Schinz mô tả khoa học đầu tiên năm 1911.